# Gluphisia wrightii
Gluphisia wrightii är en fjärilsart som beskrevs av Edwards 1886. Gluphisia wrightii ingår i släktet Gluphisia och familjen tandspinnare. Inga underarter finns listade i Catalogue of Life.